# Albisaurus
Albisaurus (reptil del río Albi o Elba) es un género que alguna vez se pensó que era de dinosaurio, pero ahora se cree que es un arcosaurio no dinosaurio. Fue descrito por primera vez por Antonin Fritsch (también deletreado Frič), un paleontólogo checo, en 1893, pero los restos son escasos. La validez de la especie no se puede probar con base en los restos fósiles, y suele estar marcada como un nomen dubium. Vivió durante las etapas Turoniense - Santoniense del período Cretácico (hace unos 90-84 millones de años). 
El nombre de género Albisaurus se deriva del latín albus (albi-); por el río Albis, como se conocía en la época romana, ahora el Bílé Labe (o "Elba Blanco"), una parte del sistema del río Elba, que fluye a través del este de la República Checa, cerca de un sitio donde se encontraron los fósiles tipo (Srnojedy de Pardubice); más el griego sauros que significa "lagarto". Fritsch publicó originalmente el nombre como Iguanodon albinus en 1893. Sin embargo, después de volver a evaluar los fósiles, decidió que eran distintos de Iguanodon. En 1905, publicó un nuevo nombre para este material, llamándolo Albisaurus scutifer. Sin embargo, I. albinus tiene prioridad y, por lo tanto, es el nombre correcto para el material, ya que se basó en el mismo espécimen tipo que A. scutifer.
La especie tipo es Albisaurus albinus. El nombre específico albinus se deriva del latín albus (alb-), "blanco, brillante", y el sufijo latino -inus ; "perteneciente a", en alusión al actual Bile Labe de la República Checa occidental, conocido durante el dominio del Imperio Romano por la pureza y claridad del agua.